# Gare de Beitem
La gare de Beitem est une ancienne halte ferroviaire belge de la ligne 65, de Roulers à Ménin située à Beitem (nl), village de l'ancienne commune de Rumbeke, faisant désormais partie de la ville de Roulers, dans la province de Flandre-Occidentale.
La ligne ferme en 1950, sauf la section entre les gares de Beitem et Ménin, utilisée pour les marchandises jusqu'en 1975.

## Situation ferroviaire
Établie à 24 m d'altitude, la gare de Beitem était située au point kilométrique (PK) 6.2 de la ligne 65, de Y Meiboom à Ménin (frontière) en direction d'Halluin. Elle se situait entre le point d'arrêt de Zilverberg et la gare de Ledegem-Dadizele. Après 1950, elle constituait le terminus de la ligne.

## Histoire
La halte de Beythem daterait de l'origine de la ligne de Roulers à Ménin mise en service le 14 octobre 1889 par la Société des chemins de fer de la Flandre-Occidentale (FO). La compagnie est nationalisée en 1907.
Le service des trains de voyageurs sur la ligne 65 est supprimé le 8 octobre 1950 par la SNCB qui déclasse également la section de Roulers à Beitem. Un trafic de marchandises persiste entre Beitem et Ménin jusqu'en 1975. La voie est démantelée trois ans plus tard.

## Patrimoine ferroviaire
Le bâtiment des recettes sert d'habitation et la place de la gare accueille désormais le café-restaurant « Beitem statie ». Il appartient au premier plan type standard pour les bâtiments de halte. Ce plan a été utilisé par les Chemins de fer de l'État belge et certaines compagnies privées jusqu'au début des années 1890.
À l'origine, il se compose d'un corps de logis de deux travées sous une toitures à croupes à arrête perpendiculaire à l'aile des voyageurs, de quatre travées sans étage. Une aile de service complète les locaux du chef de gare.
Devenu trop petits, ces bâtiments sont agrandis en surhaussant la moitié de l'aile latérale, donnant à l'étage supérieur une disposition en « T » asymétrique. Le corps de logis ainsi formé a été revêtu de crépi, laissant la brique apparente sur les ailes restantes.
Une entreprise de matériaux en béton réutilise l'emprise de la voie en direction de Ménin.